# Lucía dos Santos
Lucía dos Santos (en portugués: Lúcia de Jesus Rosa dos Santos; Aljustrel, 22 de marzo de 1907-Coímbra, 13 de febrero de 2005) fue una monja católica portuguesa perteneciente a la Orden de las Carmelitas Descalzas, conocida en el carmelo como Sor María Lucía de Jesús y del Corazón Inmaculado y por la mayoría de los portugueses y de los españoles como Hermana Lucía. Junto con sus primos Jacinta y Francisco Marto, dijo haber visto a la Virgen María en la llamada Cova da Iria, en Fátima, entre el 13 de mayo y el 13 de octubre de 1917, donde hoy se levanta el Santuario de Nuestra Señora de Fátima.

## Biografía

### La niñez y el milagro

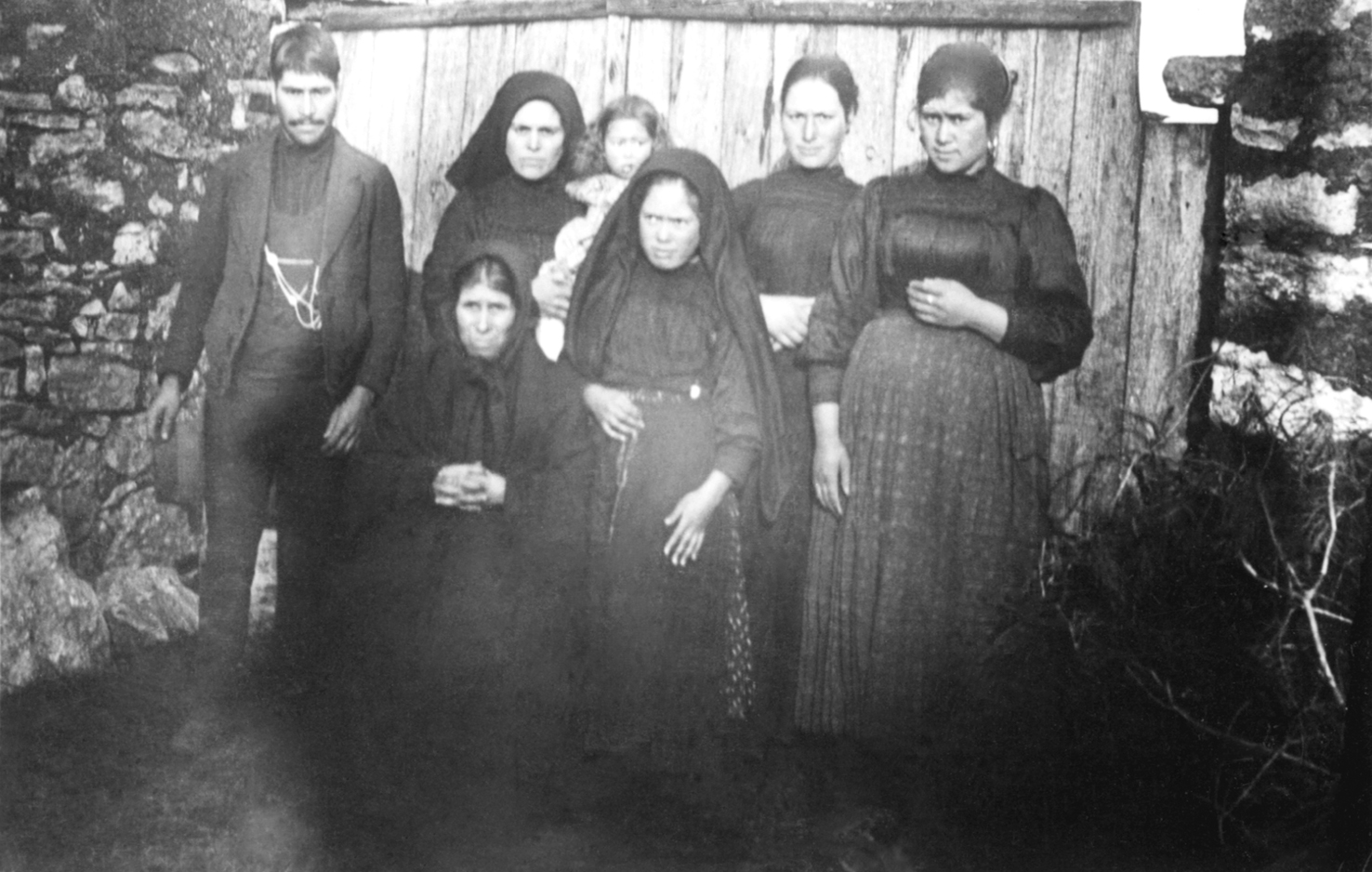
Fotografía de Lucía (primer plano) junto a su madre María Rosa (a su derecha), sus hermanos Manuel (1895-1977), María dos Anjos (1891-1986) con su hija Glória (1917-1934); Carolina (1902-1992) y Glória de Jesus (1898-1971).

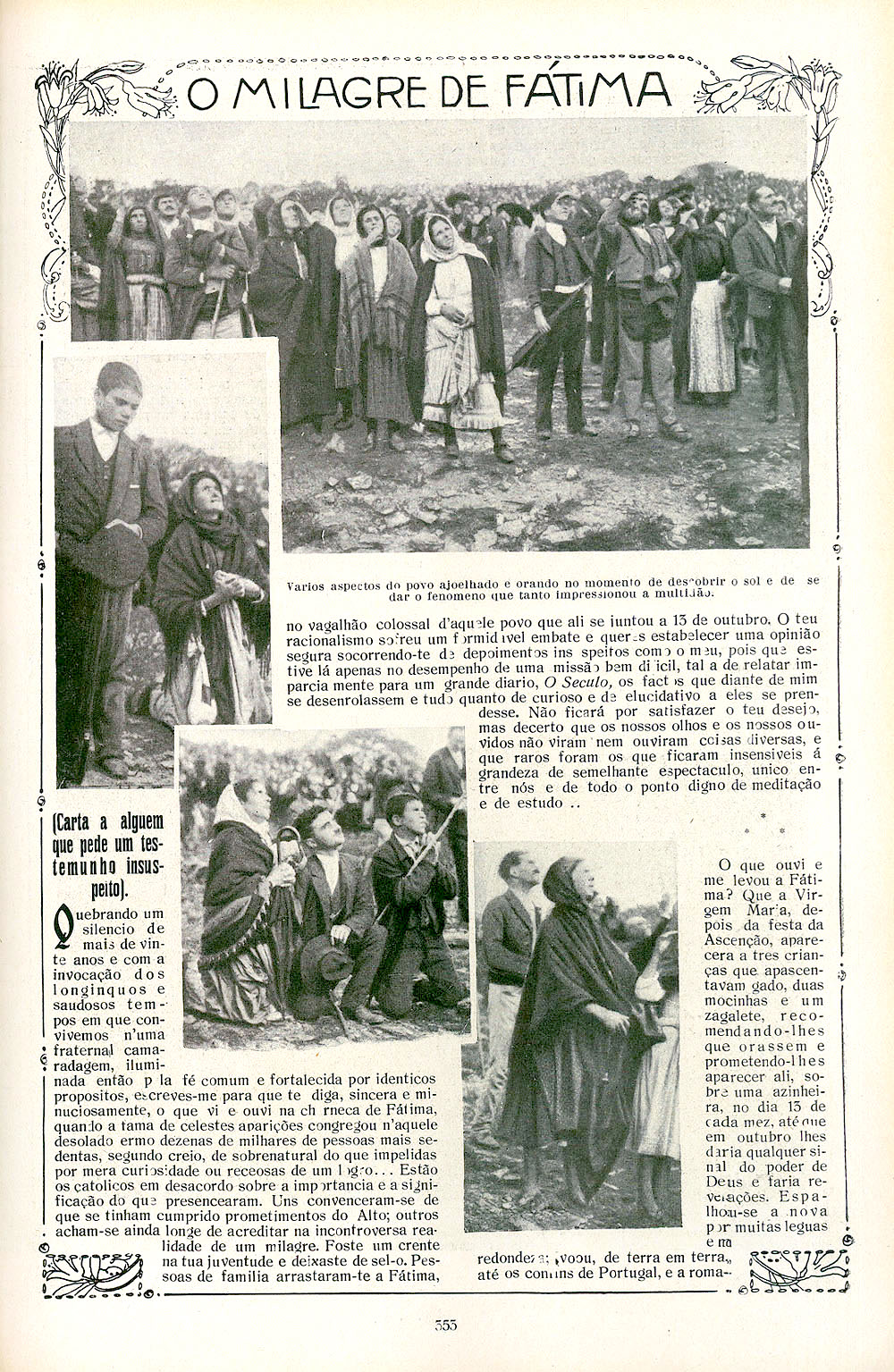
Periódico informando del Milagro del sol.

Nació en la aldea de Aljustrel, freguesia de Fátima, hija de António dos Santos y María Rosa Ferreira, y la hermana más joven de los siete hijos del matrimonio: Maria dos Santos, Teresa de Jesus Rosa dos Santos, Manuel Rosa dos Santos, Glória de Jesus Rosa dos Santos, Carolina de Jesus Rosa dos Santos y Maria Rosa. Fue bautizada en la iglesia parroquial de Fátima.
Tenía diez años cuando vio, por primera vez, a la Virgen María en la Cova da Iria, juntamente con sus primos Jacinta y Francisco Marto. Lucía fue la única de los tres pastorcitos que hablaba con la Virgen (Jacinta la veía y la escuchaba, aunque Francisco únicamente la veía, y escuchaba el mensaje por boca de su hermana y su prima) y, como tal, era la portadora del Secreto de Fátima. En los primeros años, la Iglesia católica se mostraba escéptica sobre las afirmaciones de los videntes. Fue el 13 de octubre de 1930, trece años después del Milagro del Sol, cuando el obispo de Leiría hizo público que las apariciones eran dignas de crédito. A partir de ahí, el santuario de Fátima ganó una expresión internacional, mientras que Lucía vivía cada vez más aislada. Durante algunos años vivió en la Quinta da Formigueira en Frossos, Braga, propiedad del obispo de Leiría.

### Ingreso en el convento

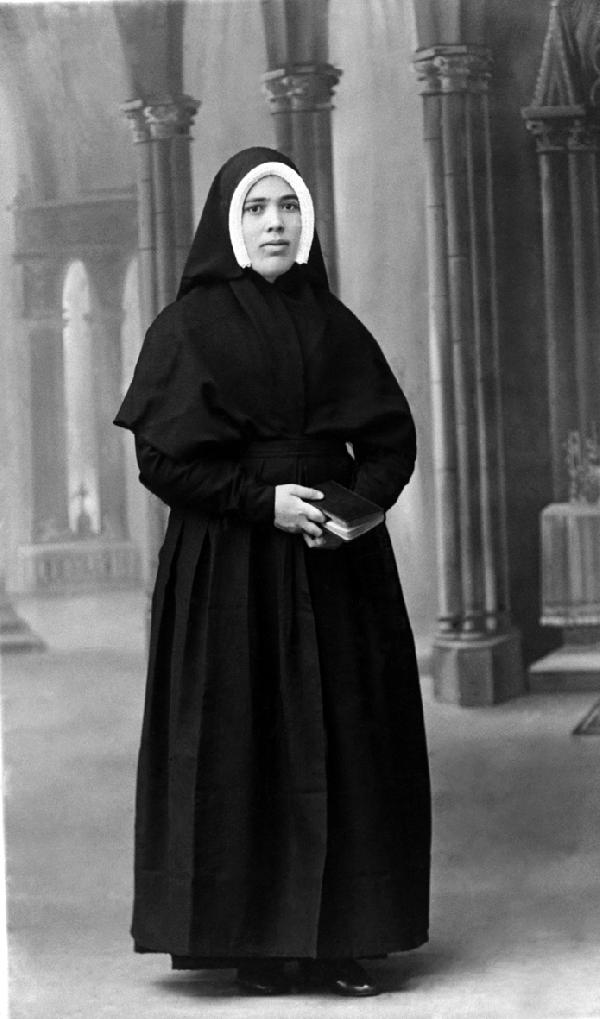
Sor Lucía con el hábito de las Hermanas Doroteas en el convento de Tuy donde vivió desde octubre de 1926 hasta mayo de 1946.

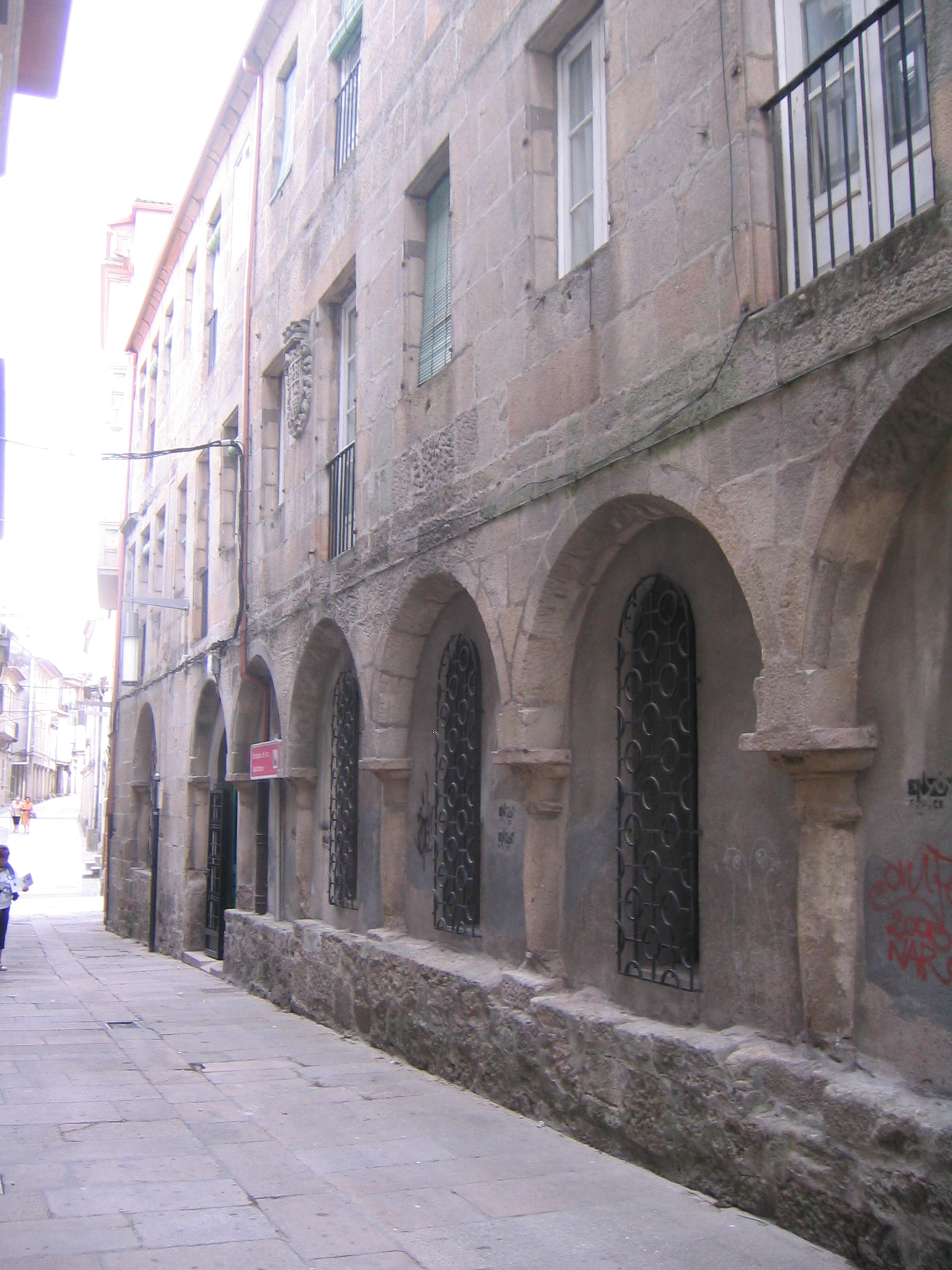
El Convento de las Hermanas Doroteas en Pontevedra, donde residió por algún tiempo Sor Lucía.

El 17 de junio de 1921, con catorce años de edad, el obispo de Leiría, José Alves Correia da Silva, facilitó su entrada en el colegio de las Hermanas Doroteas en Vilar, cerca de Oporto, presuntamente para protegerla de los peregrinos que llegaban cada vez más a Cova da Iria y pretendían hablar con ella.
En 1925 se trasladó a la provincia de Pontevedra, en España, donde fue primero novicia y luego profesó como monja dorotea.
El 10 de diciembre de 1925, encontrándose en el convento de Pontevedra, tuvo una aparición de la Virgen y del Niño Jesús que señalaba el Inmaculado Corazón de María cercado por espinas, en la que se le pidió extender la devoción de realizar actos de piedad en reparación los primeros sábados de los cinco primeros meses del año. El 15 de febrero de 1926, encontrándose en el patio del convento, se le apareció de nuevo el Niño Jesús. Este edificio es conocido como el Santuario de las Apariciones.
El 13 de junio de 1929, encontrándose en la capilla del convento de las doroteas de Tuy, en la calle Martínez Padín, la hermana Lucía tuvo una visión de la Santísima Trinidad y del Inmaculado Corazón de María, durante la cual la Virgen le comunicó que había llegado el momento de que el papa realizase la consagración de Rusia al Inmaculado Corazón en unión con todos los obispos del mundo.
Durante la Segunda República española, debido al clima anticlerical, se desplazó varios meses a una casa en Rianjo, donde tuvo apariciones en el inmueble donde estuvo y en la capilla de la Virgen de Guadalupe. Durante su estancia en España, también visitó la Catedral de Santiago de Compostela, donde la tradición dice que está enterrado el apóstol Santiago el Mayor.
En febrero de 1945 conoció en Tuy a José María Escrivá de Balaguer, fundador del Opus Dei. Lucía animó a Escrivá a establecer el Opus Dei en Portugal, pero este le respondió que no podía ya que carecía de pasaportes en aquel momento. Lucía llamó a Lisboa y consiguió un documento para que él y sus compañeros pudieran pasar la frontera.

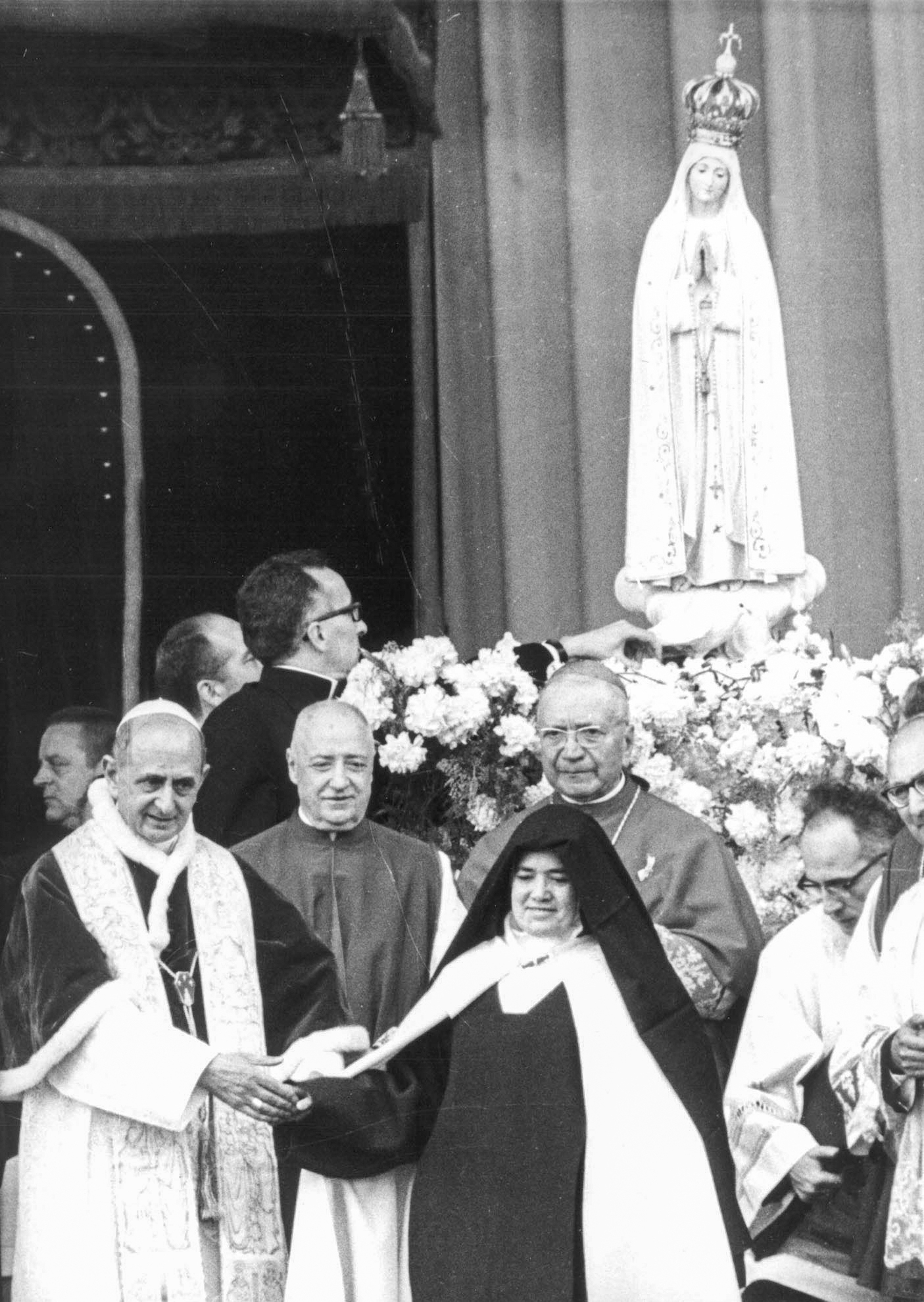
El papa Pablo VI con Sor Lucía en Fátima, 13 de mayo de 1967.

En 1946 regresó a Portugal y, dos años después, entró en el Carmelo de Santa Teresa en Coímbra, donde profesó sus votos como carmelita descalza el 31 de mayo de 1949. Fue en este convento donde escribió dos volúmenes con sus Memorias y los Llamamientos del Mensaje de Fátima.
En 1967, Lucía viajó a Fátima para celebrar los cincuenta años de las apariciones de la Virgen y entrevistarse con el papa Pablo VI.

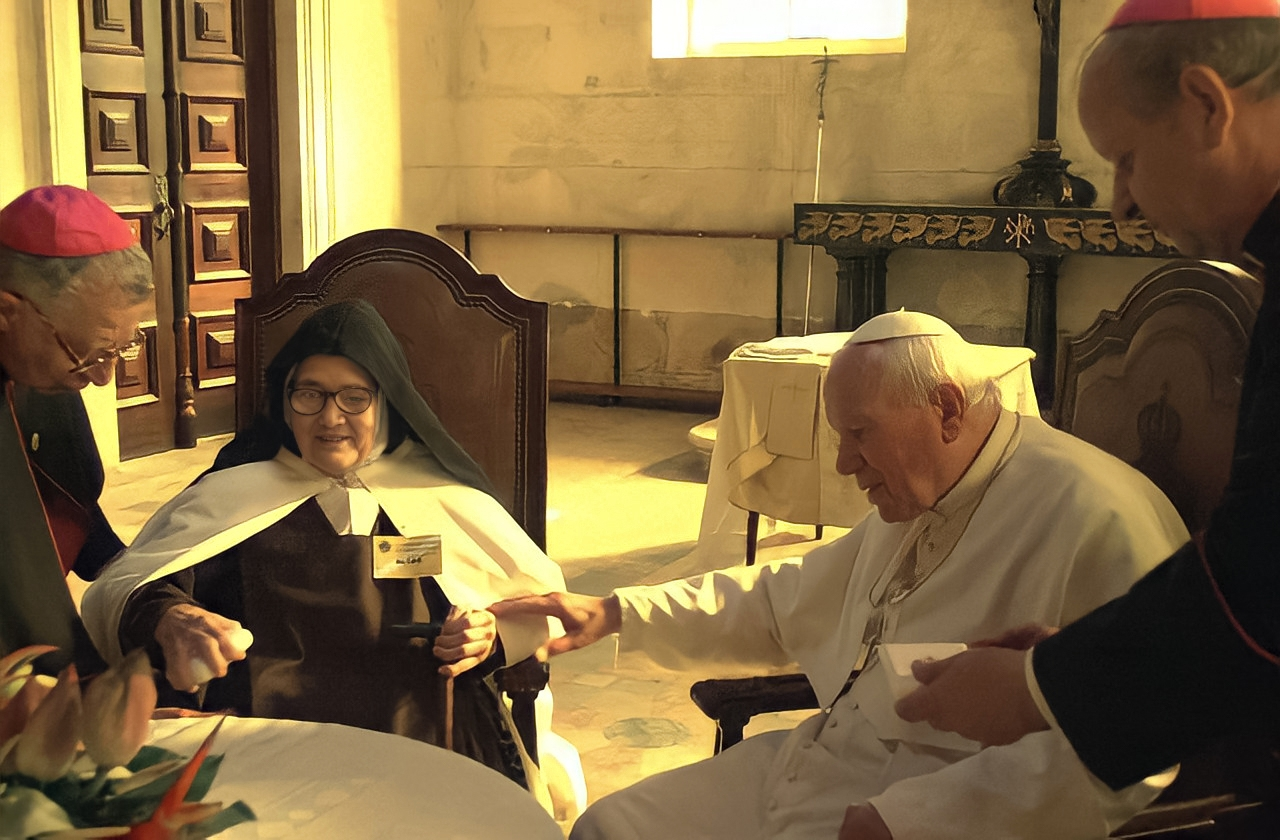
Encuentro entre Sor Lucía con el papa Juan Pablo II en Fátima, 13 de mayo de 2000.

En 1982, cuando el papa Juan Pablo II visitó Fátima, Lucía se desplazó hasta allí y conversó con el papa durante doce minutos.
En mayo del año 2000, regresó a Fátima por última vez para entrevistarse, nuevamente, con Juan Pablo II, y también, ser partícipe de la beatificación de sus primos Francisco y Jacinta Marto.
Falleció el 13 de febrero de 2005, a los 97 años, en el carmelo de Santa Teresa, en Coímbra. En aquella ocasión, Juan Pablo II rezó por Sor Lucía y envió al cardenal Tarcisio Bertone para representarle en el funeral. El 19 de febrero de 2006, un año después de su fallecimiento, su cuerpo fue trasladado desde Coímbra hasta el Santuario de Fátima, donde fue sepultada junto a sus primos Jacinta y Francisco Marto.

## Memorias

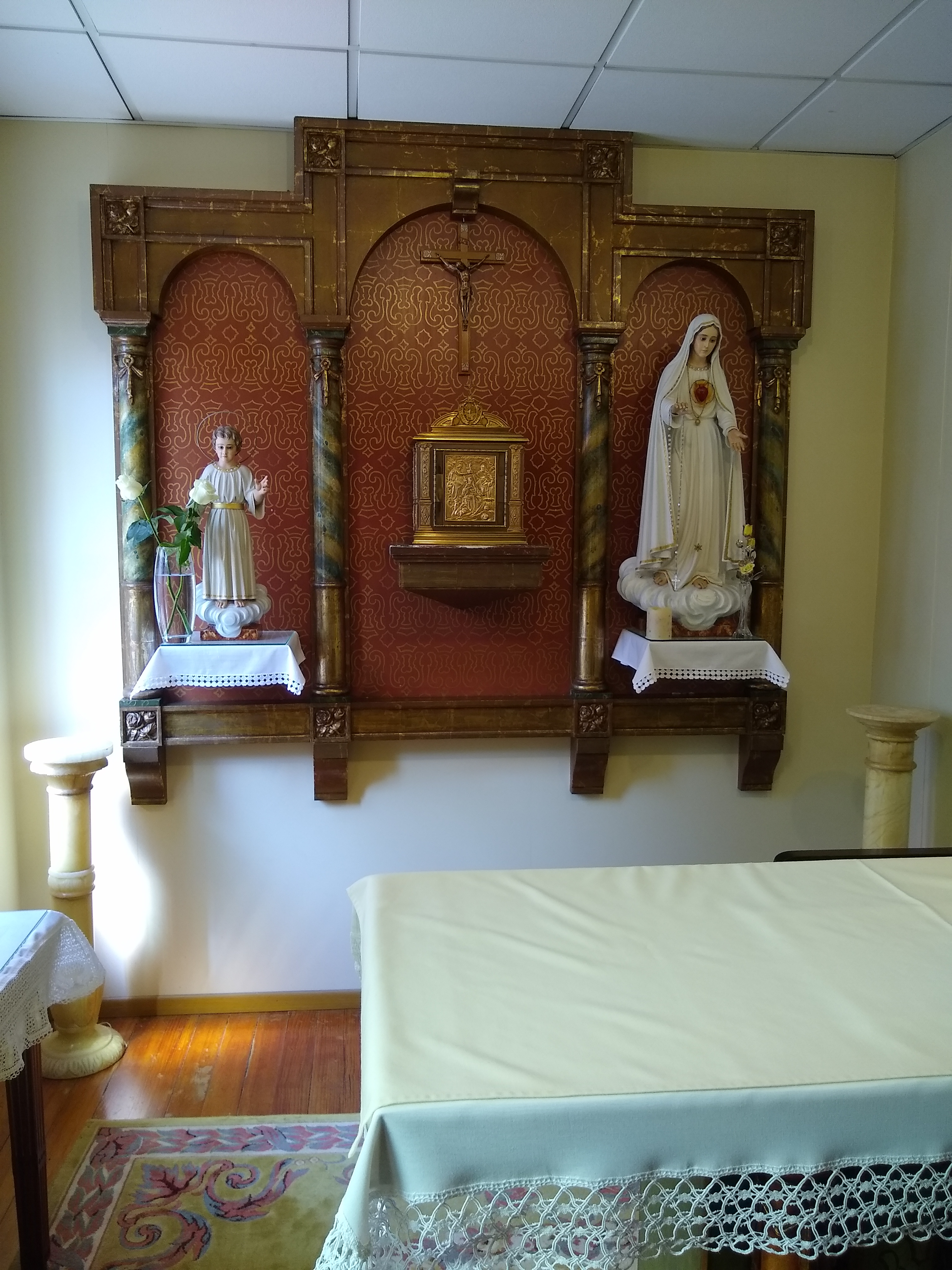
Imágenes del Niño Jesús y el Inmaculado Corazón de María conforme a la descripción de su aparición a Sor Lucía en Pontevedra.

El 12 de septiembre de 1935, los restos mortales de Jacinta son trasladados al cementerio de Fátima. Al abrirse el féretro, se comprobó que el cuerpo de la vidente se encontraba incorrupto. Se tomaron algunas fotografías, y el entonces obispo de Leiría José Alves Correia da Silva le envió algunas a Lucía, que se encontraba en aquel momento en Pontevedra. En una carta de agradecimiento, Lucía evocó a su prima con nostalgia, mencionando algunos hechos sobre el carácter de Jacinta. Estas palabras llevaron al obispo a pedirle que escribiera todo lo que recordara de su prima. Nace así la Primera Memoria de Sor Lucía, que fue terminada en diciembre de 1935.
Pasados dos años sobre la revelación de los hechos relatados en la Primera Memoria, el obispo de Leiría, convencido de la necesidad de estudiar más a fondo las apariciones, pidió a Lucía que redactara la historia de su vida y de los sucesos de 1917. La vidente, obedeciendo al obispo, redactó en noviembre de 1937 lo que se conoce como la Segunda Memoria de Sor Lucía. En dicho texto, la vidente revela por primera vez los hechos ocurridos con las apariciones del ángel de la Paz.
El 26 de julio de 1941, el obispo de Leiría escribió a Lucía para informarle sobre el libro Jacinta, que estaba siendo preparado por el doctor José Galamba de Oliveira. Le pidió entonces que escribiera todo lo que pudiese recordar sobre su prima, de modo que fuera incluido en esa edición. Esta petición cayó en el fondo del alma de la vidente como un rayo de luz, diciéndole que había llegado el momento de revelar las dos primeras partes del Secreto. Con ello, manifestó entonces su voluntad de añadir a la edición dos capítulos: uno sobre el infierno y otro sobre el Inmaculado Corazón de María. Estas revelaciones, escritas y concluidas el 31 de agosto de 1941, fueron posteriormente publicadas y conocidas como la Tercera Memoria de Sor Lucía.
Sorprendidos con los relatos de la Tercera Memoria, José Alves Correia da Silva y Galamba de Oliveira concluyeron que Lucía no había contado todo en las narraciones anteriores y que todavía ocultaba algunas cosas. El 7 de octubre de 1941 la vidente recibe la orden de escribir todos sus recuerdos sobre Francisco y completar lo que faltase sobre Jacinta y describir, con más detalle, las Apariciones del ángel y de Nuestra Señora. Lucía entregó el manuscrito el 8 de diciembre de 1941, dejando claro que, a excepción de la tercera parte del Secreto, no tenía nada más que ocultar. El texto fue publicado con el título de Cuarta Memoria de Sor Lucía. En él la vidente presenta el texto definitivo de las oraciones del ángel, añadiendo también al Secreto la frase «En Portugal se conservará siempre el dogma de la fe».

## Proceso de beatificación
El 14 de febrero de 2008, en la catedral de Coímbra, el cardenal José Saraiva Martins, prefecto de la Congregación para las Causas de los Santos, en ocasión del aniversario de la muerte de Sor Lucía, hizo público el inicio de la fase diocesana de la causa de beatificación, atendiendo la petición del obispo de Coímbra Albino Mamede Cleto. Sor Lucía fue declarada Venerable por el papa Francisco en junio de 2023.

## Mensaje de Fátima en el cine y la televisión
El Mensaje de Nuestra Señora de Fátima también ha sido llevado al cine y la televisión para darlo a conocer a todo el mundo; ya sea representando las apariciones de la Virgen a los niños: Lucía, Francisco y Jacinta, o a través de documentales que presentan investigaciones que constatan y relatan los hechos acaecidos en Cova da Iria (Cueva de Iría), lugar que hoy se ha convertido en el Santuario de Fátima, localizado en Fátima.
La lista con los siguientes títulos corresponde a filmes y documentales que están apegados a los hechos acaecidos en Cova da Iria:

### Cine
- 1943 - Fátima, terra de fé (Portugal)
- 1946 - Coroação de Nossa Senhora de Fátima (Portugal) [Documental]
- 1951 - La Señora de Fátima (España)
- 1952 - The Miracle of our Lady of Fatima / El Milagro de Nuestra Señora de Fátima (EE. UU.)[14][15]
- 1991 - Aparição. Apparition a Fatima / Las apariciones de la Virgen de Fátima (Portugal, Francia)
- 2009 - The 13th Day / El Día 13 (Reino Unido)
- 2017 - Fátima, el último misterio (España) [Mezcla de película y documental][16]
- 2020 - "Fátima"

### Televisión
- 1984 - Fatima (EE. UU.) [TV Documental]
- 1997 - Fatima (Portugal) [TV Movie]
- 2009 - The Nostradamus Effect / El Efecto Nostradamus (EE. UU.) {Episodio: "Fatima's Lost Prophecy" /"La Profecía Perdida de Fátima" (03.Nov.2009)} [TV-Documental]
- 2017 - Fátima, Altar del Mundo [Documental por 100 años de apariciones][17]